# Beat Feuz
Beat Feuz (* 11. února 1987, Schangnau, Švýcarsko) je švýcarský alpský lyžař. Specializuje se především na rychlostní disciplíny (sjezd a super obří slalom).
Na olympijských hrách v Pekingu roku 2022 vyhrál závod ve sjezdu. Z předchozích her v Pchjongčchangu roku 2018 má stříbro ze superobřího slalomu a bronz ze sjezdu. Je také mistrem světa ze sjezdu z roku 2017.

## Největší úspěchy

### Světový pohár

#### Vítězství v závodě SP
| 11. března 2011   | Kvitfjell   | sjezd   |
| 16. prosince 2011 | Val Gardena | super G |